# Notre-Dame-des-Sept-Douleurs
Notre-Dame-des-Sept-Douleurs es un municipio parroquial canadiense situado en la provincia de Quebec.

## Superficie
Notre-Dame-des-Sept-Douleurs tiene una superficie de 11,53 km².

## Demografía
En 2021, tenía 71 habitantes, una densidad poblacional de 6,2 hab./km², y 117 viviendas.